# Balta siccifolia
Balta siccifolia är en kackerlacksart som först beskrevs av Hanitsch 1932.  Balta siccifolia ingår i släktet Balta och familjen småkackerlackor. Inga underarter finns listade.